# Primeiro-ministro de Tonga
O primeiro-ministro de Tonga (historicamente referido como o premier) é o chefe de governo do país. Tonga é uma monarquia na qual o rei, atualmente Tupou VI, é o chefe de Estado. O atual primeiro-ministro do país é 'Aisake Eke, que está no cargo desde 22 de janeiro de 2025.
O cargo de primeiro-ministro foi estabelecido pela Constituição de 1875, cujo artigo 51 estipula que o primeiro-ministro e outros ministros sejam nomeados e demitidos pelo rei.

## Democratização nos anos 2000
Durante os anos 2000, o país experimentou um aumento na democratização. Em março de 2006, o rei Taufa'ahau Tupou IV nomeou o Dr. Feleti Sevele, um membro moderado do Movimento de Direitos Humanos e Democracia, como primeiro-ministro. Sevele foi o primeiro plebeu a ocupar esse cargo desde Shirley Waldemar Baker em 1881. Todos os primeiros-ministros desde Baker eram membros da nobreza ou mesmo da família real.
Em julho de 2008, o rei Jorge Tupou V anunciou reformas democráticas mais substanciais. Abandonaria a parte essencial de seus poderes executivos e, a partir de então, seguiria o costume de monarquias como o Reino Unido, exercendo suas prerrogativas apenas com o conselho do primeiro-ministro. Além disso, ele não indicaria mais o primeiro-ministro como ele desejasse, mas indicaria um membro da Assembleia Legislativa a ser eleito pela própria.